# Wolfgang Voigt (Architekturhistoriker)
Wolfgang Voigt (* 24. Mai 1950 in Hamburg) ist ein deutscher Architekturhistoriker und Sachbuch-Autor.

## Leben und Beruf
Wolfgang Voigt wurde 1950 als Sohn des Paläontologen Ehrhard Voigt und der Lehrerin Ellinor Voigt, geb. Bucerius geboren. Nach dem Abitur diente er zwei Jahre lang als Zeitsoldat der Bundeswehr, u. a. beim Hauptquartier Europa-Mitte der NATO in den Niederlanden. Willy Brandts Kniefall in Warschau 1971 veranlasste ihn zum Eintritt in die SPD, die er 1979 wieder verließ.
1972–1978 studierte Voigt in Hannover an der Gottfried Wilhelm Leibniz Universität Architektur und schloss das Studium 1979 mit der Diplomprüfung ab. Während des Studiums beteiligte er sich als Mitglied der Juso-Hochschulgruppe an der Selbstverwaltung der Universität; 1976 war er als Finanzreferent Mitglied des Allgemeinen Studenten-Ausschusses (AStA). Ab 1979 arbeitete er als wissenschaftlicher Mitarbeiter der Hochschule für Technik in Bremen für ein Forschungsprojekt zur Wohnungsbaugeschichte Bremens im 19. und 20. Jahrhundert. Im Jahr 1982 wechselte er als wissenschaftlicher Mitarbeiter zum Stadtarchiv Hannover zur Aufarbeitung und Erforschung des Nachlasses von Georg Ludwig Friedrich Laves. 1986 wurde er wissenschaftlicher Mitarbeiter an der Hochschule für bildende Künste Hamburg und bekleidete dort 1993/94 eine Vertretungsprofessur für Architekturgeschichte. Zugleich begann eine langjährige Zusammenarbeit in der architekturgeschichtlichen Forschung mit den Kollegen Hartmut Frank in Hamburg und Jean-Louis Cohen (Paris/New York). Seine akademischen Grade erwarb Wolfgang Voigt am Fachbereich Architektur der Universität Hannover. Dort wurde er 1986 bei Günther Kokkelink mit der Dissertation Vom Bremer Haus zur Staatswohnung. Massenwohnungsbau und Politik in Bremen 1900–1931 promoviert. 1998 folgte die Habilitation mit einer Forschungsarbeit zum  Planen und Bauen im besetzten Gebiet, die zunächst 2008 auf Französisch und später auch unter dem deutschen Titel Deutsche Architekten im Elsass 1940–1944. Planen und Bauen im annektierten Grenzland erschien. 1994/95 war Voigt freier Mitarbeiter des Chicago Art Institute.  Von 1997 bis zu seinem Ruhestand 2015 war Voigt stellvertretender Direktor des Deutschen Architekturmuseums in Frankfurt am Main. Seit Januar 2016 ist Voigt als freiberuflicher Architekturhistoriker in Frankfurt am Main tätig.
2020/21 war Wolfgang Voigt Autor der Bewerbung Frankfurts zur deutsche Auswahlliste zum UNESCO-Weltkulturerbe. Voigt ist Mitglied im Bund Deutscher Architekten und stellvertretender Vorsitzender der Ernst-May-Gesellschaft.

## Schriften (Auswahl)
- Der Eisenbahnkönig oder Rumänien lag in Linden. Materialien zur Sozialgeschichte des Arbeiterwohnungsbaus während der Industrialisierung. Mit Beispielen aus Hannovers Fabrikvorort Linden (um 1845-75), sowie einem notwendigen Exkurs über Deutschlands Eisenbahnkönig Bethel Henry Strousberg (= Materialien der AG SPAK), Arbeitsgemeinschaft Sozialpolitischer Arbeitskreise, M 46, Sozialpolitischer Verlag SPV, Berlin 1980, ISBN 978-3-88227-046-4.
- Wolfgang Voigt (Red.), Helmut Knocke, Ulrich Steinbacher (Mitarb.): Georg Ludwig Friedrich Laves. Findbuch zum Nachlass. Ulrich Steinbacher zum Gedächtnis. In: Hannoversche Geschichtsblätter, Neue Folge 42 (1988), S. 233–283.
- Das Bremer Haus. Wohnungsreform und Städtebau in Bremen 1880–1940 (= Schriftenreihe des Hamburgischen Architekturarchivs, Band [5]), zugleich Dissertation 1986 an der Universität Hannover, hrsg. im Auftrag der Hamburgischen Architektenkammer, Junius, Hamburg 1992, ISBN 978-3-88506-192-2
- Atlantropa. Weltbauen am Mittelmeer. Ein Architektentraum der Moderne, inklusive einer Filmdokumentation mit Animationen der „Weltverbesserungsidee“ Atlantropa, Grosser und Stein, Pforzheim 2007, ISBN 978-3-86735-025-9
- Planifier et construire dans les territoires annexés. Architectes allemands en Alsace de 1940 à 1944 (= Deutsche Architekten im Elsass 1940–1944) (= Publications de la Société Savante d'Alsace et des Régions de l'Est / Collection "Recherches et documents", T. 78), Société Savante d'Alsace, Straßburg 2008, ISBN 978-2-904920-39-4
  - Deutsche Architekten im Elsass 1940–1944. Planen und Bauen im annektierten Grenzland (= Veröffentlichung des Deutschen Architekturmuseums Frankfurt am Main), zugleich Habilitations-Schrift 1998 an der Universität Hannover unter dem Titel Planen und Bauen im besetzten Gebiet, Wasmuth, Tübingen/Berlin 2012, ISBN 978-3-8030-0755-1